# The Story of Us (serie de televisión)
The Story of Us es una serie de televisión filipina transmitida por ABS-CBN desde el 29 de febrero hasta el 17 de junio de 2016. Está protagonizada por Kim Chiu y Xian Lim junto con un reparto coral.

## Argumento
Macoy Sandoval (Xian Lim) y Tin Manalo (Kim Chiu) son mejores amigos amantes convertidos infancia que crecieron juntos en El Nido, Palawan y soñaban con una vida mejor para ellos y su familia. Sin embargo, las circunstancias van a separarlos cuando Tin va a los Estados Unidos para encontrarse con su madre separada (Zsa Zsa Padilla). Separados unos de otros, se ven obligados a hacerlo por su cuenta, conduciéndolos más separados hasta que su relación se desmorona.

## Elenco

### Elenco principal
- Kim Chiu como Cristine "Tin" Manalo.
- Xian Lim como Ferdinand "Macoy" Sandoval.

### Elenco secundario
- Zsa Zsa Padilla como Myra Simbulan.
- Aiko Melendez como Carmy Manalo.
- John Arcilla como Danny Manalo.
- Susan Africa como Aurora Sandoval.
- Bryan Santos
- Janus del Prado
- Nonong "Bangky" de Andres.
- Gardo Versoza as Ferdie Sandoval.
- Mara Lopez
- Travis Kraft

### Elenco de invitados
- Ingrid dela Paz
- Rubi Rubi
- Princess Punzalan
- Beth Tamayo
- Carlo Muñoz
- Leandro Muñoz
- Zaijian Jaranilla como Macoy Sandoval (joven).
- Alyanna Angeles como Cristine "Tin" Manalo (joven).